# Iunie 2014
Acest articol este generat integral pe baza informațiilor din articolul 2014 și este actualizat periodic de un robot.
 Editările făcute în articol vor fi șterse la următoarea actualizare! Dacă doriți să faceți modificări, editați articolul-sursă.

ianuarie -
februarie -
martie -
aprilie -
mai -
iunie -
iulie -
august -
septembrie -
octombrie -
noiembrie -
decembrie
Iunie 2014 a fost a șasea lună a anului și a început într-o zi de duminică.

## Evenimente

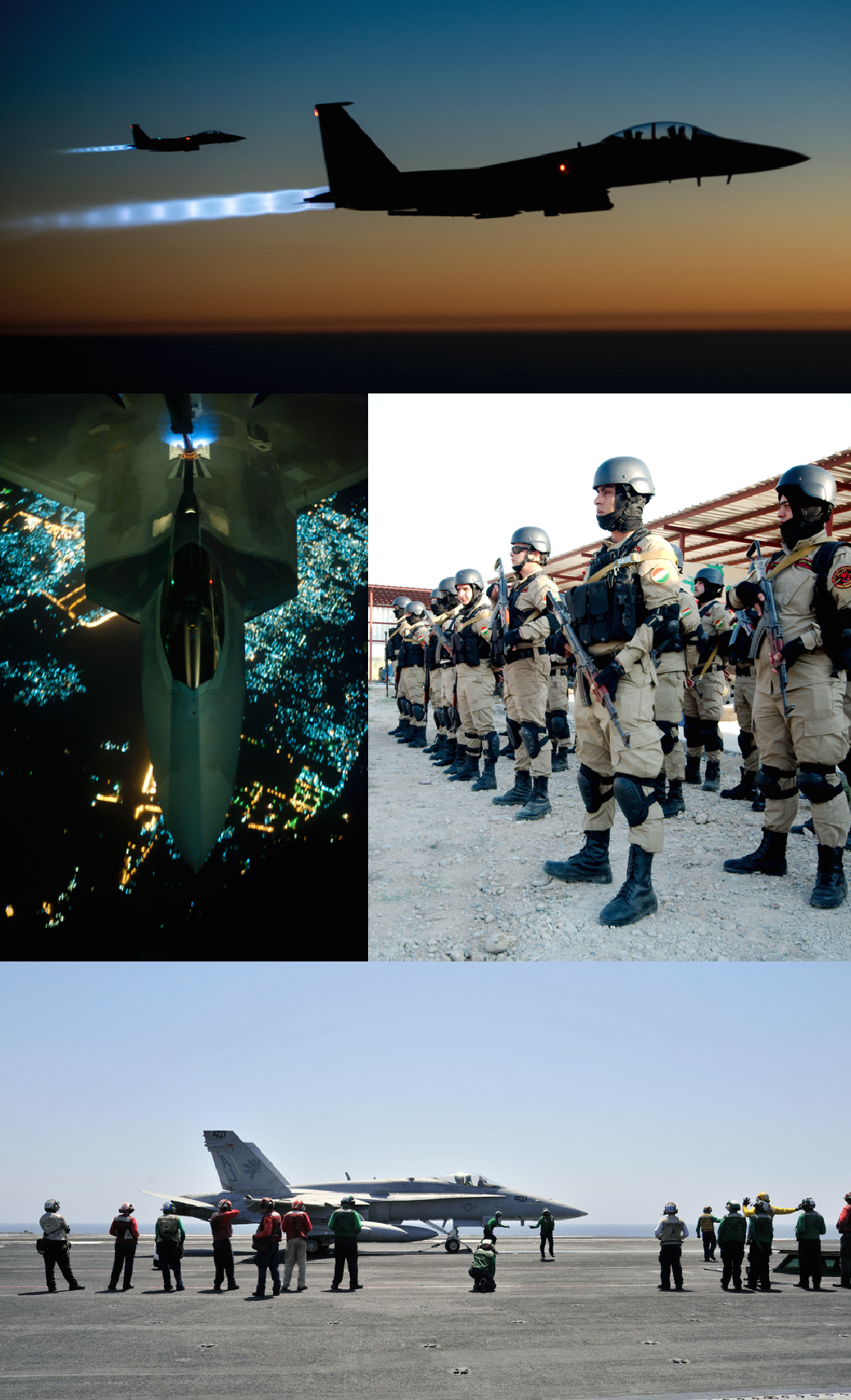
Pe 29 iunie, organizația teroristă ISIS a anunțat restabilirea Califatului islamic, ocupând teritorii din Siria și Irak, declarând război împotriva tuturor statelor. Statele membre NATO, cât și Rusia, au declanșat operațiunile de intervenție militară pentru a elibera teritoriile ocupate de teroriști.

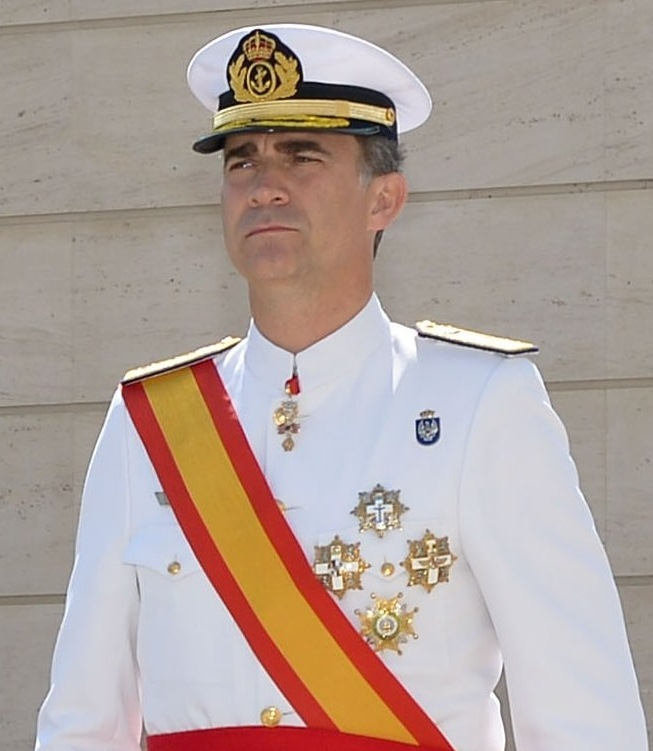
Prințul Felipe devine rege al Spaniei sub numele de Felipe al VI-lea al Spaniei.

- 2 iunie: Regele Juan Carlos I al Spaniei a anunțat că a decis să abdice în favoarea fiului său, Felipe, Prinț de Asturia.[1]
- 2 iunie: Telangana a devenit oficial cel de-al 29-lea stat al Indiei.[2]
- 6 iunie: Lideri mondiali au călătorit în Normandia, Franța, pentru a comemora 70 de ani de la Ziua Z, prima zi a invaziei aliaților occidentali din Normandia în timpul celui de-Al Doilea Război Mondial.[3]
- 7 iunie: După 36 de ani de la singurul succes românesc în turneul feminin de la Roland Garros, când Virginia Ruzici a învins-o pe Mima Jausovec, Simona Halep joacă în finală însă este învinsă de Maria Șarapova.
- 12 iunie: La São Paulo a avut loc ceremonia de deschidere a Campionatului Mondial de Fotbal din Brazilia.
- 13 iunie: Hackerul român Guccifer este inculpat în lipsă într-un tribunal federal din statul american Virginia de spargerea e-mail-urilor oficialilor guvernamentali americani și a membrilor familiei acestora.[4]
- 14 iunie: Un avion militar ucrainean este doborât de insurgenții pro-ruși la Luhansk, în estul Ucrainei.
- 16 iunie: Michael Schumacher se trezește din comă. Acesta s-a accidentat la cap, în stațiunea Meribel, din Alpii francezi. Acesta era în comă din 29 decembrie 2013.
- 19 iunie: Prințul Felipe, singurul fiu al regelui Juan Carlos I și fost Prinț de Asturia, a urcat pe tronul Spaniei sub numele de regele Felipe al VI-lea.
- 24 iunie: Emirul din Qatar, Tamim bin Hamad Al Thani se oferă să investească 2,2 miliarde de euro pentru transformarea unei faimoase arene pentru lupte cu tauri din Barcelona, La Monumental, în cea mai mare moschee din Europa.
- 25 iunie: Ambele camere ale Parlamentului României au adoptat cu 344 voturi pentru, 17 abțineri și niciun vot împotrivă, declarația prin care se solicită demisia de onoare a președintelui Traian Băsescu, în urma scandalului de corupție în care au fost implicați membri ai familiei sale.
- 27 iunie: Oamenii de știință au identificat o nouă specie de "șoarece elefant", numit Macroscelides micus. Este a treia specie nouă descoperită în ultimul deceniu și cel mai mic membru dintre cele 19 familii de sengi ale ordinului Macroscelidea. Speciile din ordinul Macroscelidea nu sunt înrudite cu familia Soricidae, ci sunt animale insectivore mai apropiate genetic de elefant, porc furnicar sau lamantin.
- 28 iunie: Klaus Iohannis a fost ales președinte al PNL.
- 28 iunie: La Sarajevo s-au comemorat 100 de ani de la asasinarea arhiducelui Franz Ferdinand al Austriei, eveniment care a dus la izbucnirea Primului Război Mondial.

## Decese
- 1 iunie: Ion Deleanu, 77 ani, jurist român  (n. 1937)
- 1 iunie: Dolphi Drimer, 79 ani, șahist român (n. 1934)
- 1 iunie: Timofei Moșneaga, 82 ani, ministru al sănătății din R. Moldova (n. 1932)
- 2 iunie: Anatol Grințescu, 74 ani, sportiv român (polo pe apă), (n. 1939)
- 4 iunie: Nicolae Simescu, 81 ani, politician român (n. 1933)
- 5 iunie: Rolf Hachmann, 96 ani, istoric german (n. 1917)
- 7 iunie: Fernandão (n. Fernando Lúcio da Costa), 36 ani, fotbalist brazilian (atacant), (n. 1978)
- 7 iunie: Clara Schroth, 93 ani, sportivă americană (gimnastică artistică), (n. 1920)
- 7 iunie: David Tîșler, 86 ani, scrimer sovietic (n. 1927)
- 8 iunie: Veronica Lazăr, 75 ani, actriță italiană de etnie română (n. 1938)
- 15 iunie: Casey Kasem (n. Kemal Amin Kasem), 82 ani, DJ și actor american (n. 1932)
- 15 iunie: Daniel Keyes, 86 ani, autor american (n. 1927)
- 18 iunie: Stephanie Kwolek, 90 ani, chimistă americană (n. 1923)
- 19 iunie: Ibrahim Oyala Touré, 28 ani, fotbalist ivorian (atacant), (n. 1985)
- 20 iunie: Florica Lavric, 52 ani, canotoare română, medaliată olimpic cu aur (1984), (n. 1962)
- 22 iunie: Bruno Zumino, 91 ani, fizician italian (n. 1923)
- 23 iunie: Małgorzata Braunek, 67 ani, actriță de film și de teatru, poloneză (n. 1947)
- 23 iunie: Nancy Garden (n. Antoinette Elisabeth Garden), 76 ani, scriitoare americană (n. 1938)
- 24 iunie: Ramón José Velásquez (n. Ramón José Velásquez Mujica), 97 ani, președinte al Venezuelei (1993-1994), (n. 1916)
- 24 iunie: Eli Wallach, 98 ani, actor american de etnie evreiască (n. 1915)
- 25 iunie: Ana María Matute (n. Ana María Matute Ausejo), 88 ani, scriitoare spaniolă (n. 1925)
- 25 iunie: Ana María Matute Ausejo, scriitoare spaniolă (n. 1925)
- 27 iunie: Nicolae Stroescu-Stînișoară, 88 ani, jurnalist român (n. 1925)
- 27 iunie: Nicolae Stroescu Stînișoară, jurnalist român (n. 1925)